# سباق الجائزة الكبرى للدراجات النارية موسم 2007
سباق الجائزة الكبرى للدراجات النارية موسم 2007 كان النسخة الـ 59 من بطولة العالم التي نظمها الاتحاد الدولي للدراجات النارية. تكون الموسم من 18 سباقا بدأ بجائزة قطر الكبرى للدراجات النارية 2007 في 10 مارس وانتهى بجائزة بلنسية الكبرى للدراجات النارية 2007 في 4 نوفمبر.

## النتائج
| الجولة | التاريخ   | الجائزة الكبرى                                 | الحلبة                           | الفائز بفئة 125        | الفائز بفئة 250 سي سي  | الفائز بفئة موتو جي بي | التقرير |
| ------ | --------- | ---------------------------------------------- | -------------------------------- | ---------------------- | ---------------------- | ---------------------- | ------- |
| 1      | 10 مارس   | جائزة قطر الكبرى للدراجات النارية              | حلبة لوسيل الدولية               | هيكتور فاوبل           | خورخي لورنزو           | كيسي ستونر             | التقرير |
| 2      | 25 مارس   | جائزة إسبانيا الكبرى للدراجات النارية          | حلبة خيريز                       | غابور تالماتشي         | خورخي لورنزو           | فالنتينو روسي          | التقرير |
| 3      | 22 أبريل  | جائزة تركيا الكبرى للدراجات النارية            |                                  | سيموني كورسي           | أندريا دوفيزيوسو       | كيسي ستونر             |         |
| 4      | 6 مايو    | جائزة الصين الكبرى للدراجات النارية            | حلبة شانغهاي الدولية             | لوكاس بيسيك            | خورخي لورنزو           | كيسي ستونر             | التقرير |
| 5      | 20 مايو   | جائزة فرنسا الكبرى للدراجات النارية            | حلبة دي لا سارث                  | سيرجيو غاديا           | خورخي لورنزو           | كريس فيرمولين          | التقرير |
| 6      | 3 يونيو   | جائزة إيطاليا الكبرى للدراجات النارية          | حلبة موجيلو                      | هيكتور فاوبل           | ألفارو باوتيستا        | فالنتينو روسي          | التقرير |
| 7      | 10 يونيو  | جائزة كتالونيا الكبرى للدراجات النارية         | حلبة دي كاتلونيا                 | تومويوشي كوياما        | خورخي لورنزو           | كيسي ستونر             | التقرير |
| 8      | 24 يونيو  | جائزة بريطانيا الكبرى للدراجات النارية         | دونينجتون بارك                   | ماتيا باسيني           | أندريا دوفيزيوسو       | كيسي ستونر             | التقرير |
| 9      | 30 يونيو  | كأس هولندا السياحية                            | حلبة أسن تي تي                   | ماتيا باسيني           | خورخي لورنزو           | فالنتينو روسي          |         |
| 10     | 15 يوليو  | جائزة ألمانيا الكبرى للدراجات النارية          | ساتشسينرينج                      | غابور تالماتشي         | هيروشي أوياما          | داني بيدروسا           |         |
| 11     | 22 يوليو  | جائزة الولايات المتحدة الكبرى للدراجات النارية | حلبة لاغونا سيكا                 | لم يقم سباق لهذه الفئة | لم يقم سباق لهذه الفئة | كيسي ستونر             | التقرير |
| 12     | 19 أغسطس  | جائزة التشيك الكبرى للدراجات النارية           | حلبة برنو                        | هيكتور فاوبل           | خورخي لورنزو           | كيسي ستونر             | التقرير |
| 13     | 2 سبتمبر  | جائزة سان مارينو الكبرى للدراجات النارية       | حلبة ميزانو الدولية              | ماتيا باسيني           | خورخي لورنزو           | كيسي ستونر             |         |
| 14     | 16 سبتمبر | جائزة البرتغال الكبرى للدراجات النارية         | حلبة إستوريل                     | هيكتور فاوبل           | ألفارو باوتيستا        | فالنتينو روسي          | التقرير |
| 15     | 23 سبتمبر | جائزة اليابان الكبرى للدراجات النارية          | حلبة موتيجي                      | ماتيا باسيني           | ميكا كاليو             | لوريس كابيروسي         |         |
| 16     | 14 أكتوبر | جائزة أستراليا الكبرى للدراجات النارية         | حلبة الجائزة الكبرى بجزيرة فيليب | لوكاس بيسيك            | خورخي لورنزو           | كيسي ستونر             |         |
| 17     | 21 أكتوبر | جائزة ماليزيا الكبرى للدراجات النارية          | حلبة سيبانغ الدولية              | غابور تالماتشي         | هيروشي أوياما          | كيسي ستونر             | التقرير |
| 18     | 4 نوفمبر  | جائزة بلنسية الكبرى للدراجات النارية           | حلبة ريكاردو تورمو               | هيكتور فاوبل           | ميكا كاليو             | داني بيدروسا           | التقرير |